# Ambai (taal)
Ambai is een taal in de Geelvinkbaai, provincie Papoea van Indonesië die door ongeveer 10.000 mensen wordt gesproken. Aangezien Ambai aan het uitsterven is, is het aantal sprekers dat op Ethnologue is gebaseerd wel wat arbitrair.
Het Ambai wordt gesproken op de Ambai-eilanden en op Yapen. Het dorp Ambai ligt op het hoofdeiland van de Ambai-eilanden en daar wonen ongeveer 1200 mensen. Op hetzelfde eiland liggen de dorpen Rondefi, Kawifi en Wamori (samen 1000 sprekers). Verder wordt het gesproken in het dorp Manawi (exacte aantal sprekers daar is onbekend omdat in Manawi ook veel allochtonen wonen), in Randawaya door ongeveer 2500 sprekers en in Wadapi-Laut ongeveer 100. De laatste 3 dorpen liggen op Yapen.

## Classificatie
- Austronesische talen
  - Malayo-Polynesische talen
    - Oost-Malayo-Polynesische talen
      - Zuid-Halmahera-West-Nieuw-Guinese talen
        - West-Nieuw-Guinese talen
          - Cenderawasih baai talen

Het Ambai vertoont flink wat verwantschap met Serui-Laut. Sprekers van Ambai en Serui-Laut kunnen elkaar onderling redelijk verstaan.

## Dialecten
Er worden verscheidene dialecten van het Ambai onderscheiden, te weten Manawi, Randawaya en Wadapi-Laut.

## Typologie
Een lettergreep in het Ambai kan alleen eindigen op een klinker of een nasale medeklinker (/m/ of /n/). Aan het einde van een woord kan zelfs alleen de /n/ voorkomen, of een klinker. Als gevolg daarvan zijn /m/ of /n/ altijd de eerste in een medeklinkercluster waarvan maximaal twee medeklinkers deel uitmaken, nooit meer.
Ook het Ambai kent partiële woordverdubbeling als procedé om nieuwe woorden te vormen. Deze reduplicatie geeft meestal iterativiteit aan, een verschijnsel dat in veel meer Austronesische talen te vinden is.
Binnen de klasse van zelfstandige naamwoorden kan een onderscheid worden gemaakt tussen levende en niet-levende zelfstandige naamwoorden en beide kunnen weer worden onderverdeeld in vervreemdbaar en onvervreemdbaar als het gaat om bezit.
Het numeriek systeem is tientallig.

## Fonologie
In het Ambai onderscheiden we de volgende fonemen:
Vocalen:
| Voor | Centraal | Achter |
| [i]  |          | [u]    |
| [e]  |          | [o]    |
|      | [a]      |        |

Consonanten:
|            | Labiaal | Dentaal | Alveolair | Velair |
| Plofklank  | [p] [b] | [t] [d] |           | [k]    |
| Wrijfklank | [f] [v] |         | [s]       |        |
| Trill      |         |         | [r]       |        |
| Neusklank  | [m]     | [n]     |           |        |

Accentuering gebeurt middels klemtoon, en de meeste woorden zijn paroxytona.